# Гран-при Австрии
Гран-при Австрии (англ. Austrian Grand Prix, нем. Großer Preis von Österreich) — один из этапов чемпионата мира по автогонкам в классе «Формула-1», входил в календарь чемпионата мира в 1964—2003 годах. В 2014 году было объявлено, что Гран-при Австрии снова будет входить в календарь чемпионата мира по автогонкам в классе «Формула-1».
Впервые Гран-при Австрии был проведён в 1963 году на трассе Zeltweg Airfield, проложенной на взлётном поле аэродрома. В следующем году Гран-при Австрии на этой трассе уже был включён в официальный чемпионат мира Формулы-1. Однако, после этой гонки трассу признали опасной — она была слишком узкой и ухабистой, и неудобной для зрителей. В результате, после одного Гран-при FIA исключила австрийский этап из календаря до строительства трассы, отвечающей необходимым требованиям.
С 1970 по 1987 годы, Гран-при проводился на трассе Остеррайхринг, также находящейся недалеко от Цельтвега. Трасса была современной, но в 1987 году FIA признала трассу несоответствующей требованиям безопасности, и проведение Гран-при Формулы-1 на трассе было прекращено.
В середине 1990-х годов трасса Остеррайхринг подверглась коренной модернизации, была сокращена с 6 км до 4,3 км, и переименована в автодром А1-Ринг. Как и Остеррайхринг, А1-Ринг был скоростным автодромом, благодаря чему Гран-при Австрии проходил достаточно ярко. Тем не менее, это не спасло австрийский этап от исключения из календаря чемпионата мира, начиная с 2004 года.
На Гран-при Австрии 2002 года произошло событие, получившее негативную оценку общественности, после того как из боксов команды Ferrari Рубенс Баррикелло получил команду на финише уступить лидирующую позицию шедшему вторым Михаэлю Шумахеру.
Интересный факт — это была уже третья гонка для Шумахера на А1-Ринге, когда партнёр по команде пропускал его вперёд. Первый раз немца к третьему месту пропустил Эдди Ирвайн на Гран-при Австрии 1998 года, во второй раз на Гран-при Австрии 2001 года всё тот же Баррикелло уступил по команде из боксов вторую позицию.
Спустя 11 лет Гран-при Австрии вернулся в Формулу-1. Это стало возможным благодаря совладельцу империи Red Bull Дитриху Матешицу, который купил гоночный комплекс и модернизировал его, а также построил новые трибуны. Конфигурация трассы при этом не изменилась. Матешиц переименовал А-1 Ринг в Ред Булл Ринг. Официально о возвращении стало известно, когда Гран-при Австрии был снова включён в календарь «королевских гонок».

## Победители Гран-при Австрии

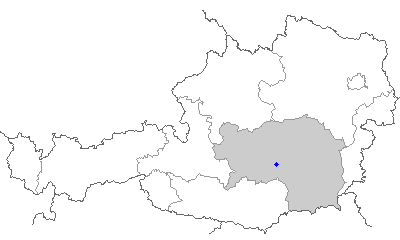
Шпильберг — место проведения Гран-при Австрии начиная с года.

Розовым цветом помечены Гран-при, не входившие в официальный зачёт чемпионата мира Формулы-1.
| Год       | #             | Пилот               | Команда             | Трасса        | Отчёт         |
| --------- | ------------- | ------------------- | ------------------- | ------------- | ------------- |
| 1963      |               | Джек Брэбем         | Brabham-Climax      | Цельтвег      | Отчёт         |
| 1964      | 1             | Лоренцо Бандини     | Ferrari             | Цельтвег      | Отчёт         |
| 1965—1969 | Не проводился | Не проводился       | Не проводился       | Не проводился | Не проводился |
| 1970      | 2             | Жаки Икс            | Ferrari             | Остеррайхринг | Отчёт         |
| 1971      | 3             | Йо Зифферт          | BRM                 | Остеррайхринг | Отчёт         |
| 1972      | 4             | Эмерсон Фиттипальди | Lotus-Ford          | Остеррайхринг | Отчёт         |
| 1973      | 5             | Ронни Петерсон      | Lotus-Ford          | Остеррайхринг | Отчёт         |
| 1974      | 6             | Карлос Ройтеман     | Brabham-Ford        | Остеррайхринг | Отчёт         |
| 1975      | 7             | Витторио Брамбилла  | March-Ford          | Остеррайхринг | Отчёт         |
| 1976      | 8             | Джон Уотсон         | Penske-Ford         | Остеррайхринг | Отчёт         |
| 1977      | 9             | Алан Джонс          | Shadow-Ford         | Остеррайхринг | Отчёт         |
| 1978      | 10            | Ронни Петерсон      | Lotus-Ford          | Остеррайхринг | Отчёт         |
| 1979      | 11            | Алан Джонс          | Williams-Ford       | Остеррайхринг | Отчёт         |
| 1980      | 12            | Жан-Пьер Жабуй      | Renault             | Остеррайхринг | Отчёт         |
| 1981      | 13            | Жак Лаффит          | Ligier-Matra        | Остеррайхринг | Отчёт         |
| 1982      | 14            | Элио де Анжелис     | Lotus-Ford          | Остеррайхринг | Отчёт         |
| 1983      | 15            | Ален Прост          | Renault             | Остеррайхринг | Отчёт         |
| 1984      | 16            | Ники Лауда          | McLaren-TAG Porsche | Остеррайхринг | Отчёт         |
| 1985      | 17            | Ален Прост          | McLaren-TAG Porsche | Остеррайхринг | Отчёт         |
| 1986      | 18            | Ален Прост          | McLaren-TAG Porsche | Остеррайхринг | Отчёт         |
| 1987      | 19            | Найджел Мэнселл     | Williams-Honda      | Остеррайхринг | Отчёт         |
| 1988—1996 | Не проводился | Не проводился       | Не проводился       | Не проводился | Не проводился |
| 1997      | 20            | Жак Вильнёв         | Williams-Renault    | А1-Ринг       | Отчёт         |
| 1998      | 21            | Мика Хаккинен       | McLaren-Mercedes    | А1-Ринг       | Отчёт         |
| 1999      | 22            | Эдди Ирвайн         | Ferrari             | А1-Ринг       | Отчёт         |
| 2000      | 23            | Мика Хаккинен       | McLaren-Mercedes    | А1-Ринг       | Отчёт         |
| 2001      | 24            | Дэвид Култхард      | McLaren-Mercedes    | А1-Ринг       | Отчёт         |
| 2002      | 25            | Михаэль Шумахер     | Ferrari             | А1-Ринг       | Отчёт         |
| 2003      | 26            | Михаэль Шумахер     | Ferrari             | А1-Ринг       | Отчёт         |
| 2004—2013 | Не проводился | Не проводился       | Не проводился       | Не проводился | Не проводился |
| 2014      | 27            | Нико Росберг        | Mercedes            | Ред Булл Ринг | Отчёт         |
| 2015      | 28            | Нико Росберг        | Mercedes            | Ред Булл Ринг | Отчёт         |
| 2016      | 29            | Льюис Хэмилтон      | Mercedes            | Ред Булл Ринг | Отчёт         |
| 2017      | 30            | Валттери Боттас     | Mercedes            | Ред Булл Ринг | Отчёт         |
| 2018      | 31            | Макс Ферстаппен     | Red Bull-TAG Heuer  | Ред Булл Ринг | Отчёт         |
| 2019      | 32            | Макс Ферстаппен     | Red Bull-Honda      | Ред Булл Ринг | Отчёт         |
| 2020      | 33            | Валттери Боттас     | Mercedes            | Ред Булл Ринг | Отчёт         |
| 2021      | 34            | Макс Ферстаппен     | Red Bull-Honda      | Ред Булл Ринг | Отчёт         |
| 2022      | 35            | Шарль Леклер        | Ferrari             | Ред Булл Ринг | Отчёт         |
| 2023      | 36            | Макс Ферстаппен     | Red Bull-Honda RBPT | Ред Булл Ринг | Отчёт         |
| 2024      | 37            | Джордж Расселл      | Mercedes            | Ред Булл Ринг | Отчёт         |
| 2025      | 38            | Ландо Норрис        | McLaren-Mercedes    | Ред Булл Ринг | Отчёт         |

## Трассы проведения Гран-при
Указаны только трассы гонок, входивших в чемпионат мира Формулы-1
| Трасса        | Проведено Гран-при | Первый Гран-при | Последний Гран-при | Схема         |
| ------------- | ------------------ | --------------- | ------------------ | ------------- |
| Ред Булл Ринг | 12                 | 2014            | 2025               | Ред Булл Ринг |
| Остеррайхринг | 18                 | 1970            | 1987               | Остеррайхринг |
| А1-Ринг       | 7                  | 1997            | 2003               | А1-Ринг       |
| Цельтвег      | 1                  | 1964            | 1964               | Цельтвег      |

## Рекорды

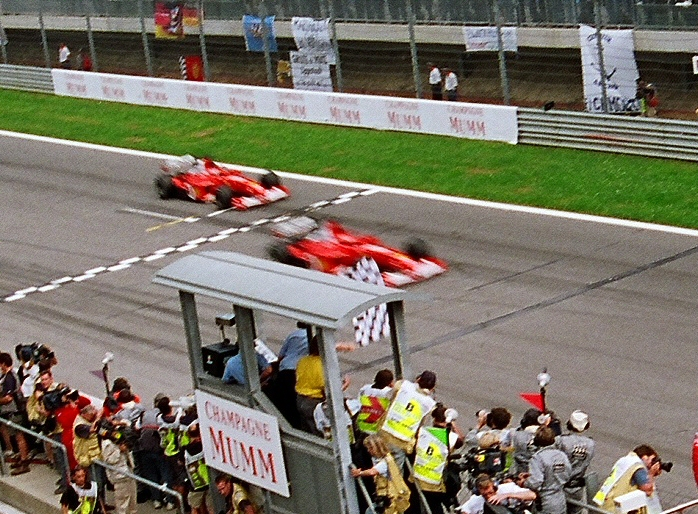
Скандальный финиш Ferrari в

### Пилоты
- Больше всего побед — Макс Ферстаппен — 4 победы
- Больше всего подиумов — Дэвид Култхард — 5 подиумов
- Больше всего очков — Дэвид Култхард — 39 очков
- Больше всего поулов — Рене Арну, Нельсон Пике и Ники Лауда — 3 поула
- Больше всего Гран-при — Жак Лаффит — 12 Гран-при

### Команды
- Больше всего побед — McLaren — 7 побед
- Больше всего подиумов — Ferrari — 20 подиумов
- Больше всего очков — Ferrari — 142,5 очка
- Больше всего поулов — Ferrari — 7 поулов